# Julio Garrett
Julio Garrett Aillón (Sucre, Bolivia, 22 de mayo de 1923-19 de marzo de 2018) fue un político boliviano. Se desempeñó como vicepresidente de Bolivia entre 1985 y 1989 durante la presidencia de Víctor Paz Estenssoro.
Además de político, Garrett ejerció como docente y rector de la Universidad Técnica de Oruro. El año 1992 el Parlamento Andino le nombró Rector de la Universidad Andina Simón Bolívar.

## Estudios
Garrett hizo sus estudios primarios y secundarios en el prestigioso colegio del Sagrado Corazón de la ciudad de Sucre, perteneciente a la compañía de Jesús.
Posterior a concluir estos realizó su formación profesional como abogado en la Universidad Mayor, Real y Pontificia de San Francisco Xavier de Chuquisaca. Al terminar su carrera de grado realizó estudios en el Instituto de Altos Estudios Internacionales de París. También hizo una especialidad en derecho internacional en el Instituto Rio Branco del Brasil. 

## Vida política
Fue senador electo de la República en 5 ocasiones (1966), (1979), (1980), (1989), (1993); presidente de la Cámara Nacional de Minería, centrando su actividad en la creación de la “Fundición de Vinto”. En 1973 ingreso al partido político MNR, mismo en el que llegó a tener un peso importante, llegando a ser vicepresidente de la nación durante el último mandato de Víctor Paz Estenssoro (1985 - 1989), gestión en la que fue parte de la creación de la Universidad Andina Simón Bolívar.
Dentro de sus funciones políticas destaca el hecho de haber sido el primer embajador en la URSS (1963-1973) y embajador ante el gobierno argentino (1995-1997), además de ejercer la presidencia del Tribunal Constitucional.

## Reconocimientos en Vida
El ICACH (Ilustre Colegio de Abogados de Chuquisaca) le confirió la Medalla Manuel Duran Padilla, distinción por ser uno de los abogados más ilustres del departamento de Chuquisaca. 